# Benzamide (stofklasse)

Algemene structuurformule van een benzamide.

De benzamiden vormen een stofklasse in de organische chemie, waarbij benzeen via een amide verbonden is met de rest van de organische verbinding. Benzamiden maken onderdeel uit van verschillende geneesmiddelen, zoals amisulpride en domperidon. De stamverbinding is het gelijknamige benzamide.

## Synthese
Benzamiden kunnen volgens verschillende manieren bereid worden. Een mogelijk synthesemethode is de reactie van een primair amine met benzoylchloride middels een nucleofiele acylsubstitutie.